# Punti (Syamtalira Bayu)
Punti is een bestuurslaag in het regentschap Aceh Utara van de provincie Atjeh, Indonesië. Punti telt 967 inwoners (volkstelling 2010).